# Marx Rumpolt

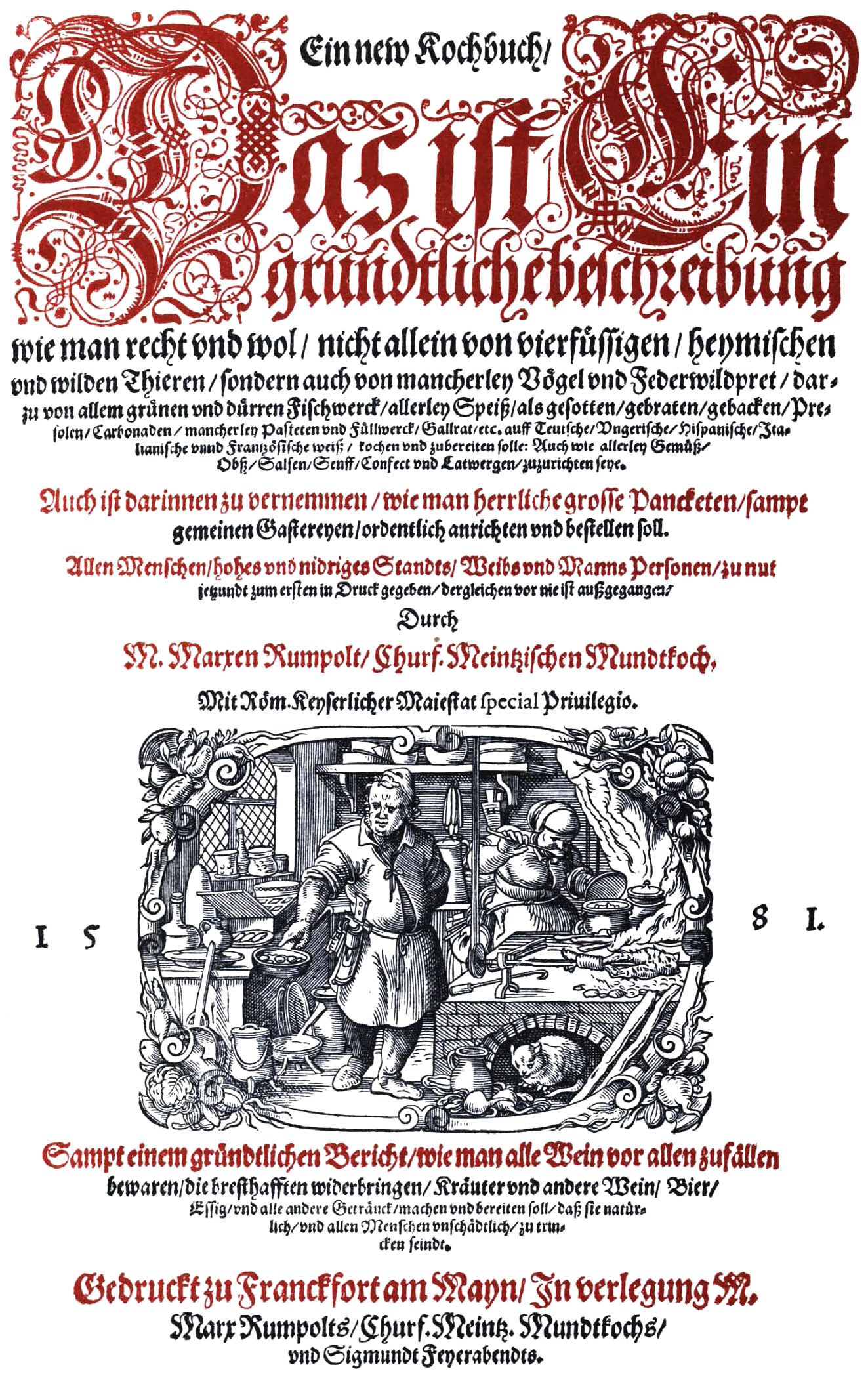
Titelseite des Ein new Kochbuch

Marx Rumpolt (* um 1525 (geschätzt); † 1593 in Aschaffenburg) war ein deutscher Koch. Er war Mundkoch von zwei Mainzer Kurfürsten und verfasste mit Ein new Kochbuch von 1581 das erste Lehrbuch für professionelle Köche in der Ausbildung.

## Leben
Rumpolt stammte nach eigener Aussage im Kochbuch aus der kleinen Walachei und hatte, bevor er an den Hof des Mainzer Kurfürsten kam, außer am  sächsischen und am kaiserlichen Hof bereits „an vieler Herren Höfe“ gedient und so die Spezialitäten unterschiedlichster Regionen kennengelernt, wie etwa die Küche Böhmens und Ungarns. Im Jahr 1568 gehörte er als Mundschenk zum Hofstaat Erzherzog Ferdinands von Österreich-Tirol.
Ein Jahr vor dem Tod seines Herrn, des Mainzer Kurfürsten, veröffentlichte Rumpolt sein Kochbuch, das 2000 Rezepte und 150 Holzschnitte von Jost Amman umfasste und auch Ratschläge zur Kellermeisterei enthielt. Für das Kochbuch erhielt Rumpoldt 1580 und 1587, sein Sohn Wilhelm 1606 und 1611 kaiserliche Druckprivilegien.
Seit etwa 1573 wohnte Rumpolt als Mundkoch der Mainzer Kurfürsten Daniel Brendel von Homburg und Wolfgang von Dalberg in Aschaffenburg, wo er (vor dem 2. Juni) 1593 auch verstarb.

## Ein new Kochbuch
Rumpolts Kochbuch war wie alle Kochbücher dieser Zeit nur für adelige Küchen bestimmt; so bestanden die Menüs aus bis zu dreißig Speisen, deren Bestandteile für die einfache Bevölkerung teilweise viel zu teuer waren, wie etwa großen Mengen Fleisch, Gewürzen oder Rohrzucker. In der einfachen Küche süßte man stattdessen mit Honig, und Fleisch kam nur selten auf den Tisch.
In Rumpolts Kochbuch befindet sich ein Rezept für Erdtepffel, das in der Literatur als das älteste Kartoffelrezept gepriesen wird. Allerdings wurde 1581 der Begriff Erdapfel noch nicht für die Kartoffel verwendet, so dass diese Darstellung kaum stimmen kann. Möglicherweise handelt es sich um ein Rezept für die Zubereitung von Erdkastanien (Bunium bulbocastanum), die früher in deutschen Gärten angepflanzt und in Bockenau, im Raume Bad Kreuznach, nicht allzu weit von Rumpolts Wirkungsstätte Mainz entfernt, Ärdäbbel (Erdäpfel) genannt wurden.

## Werke
- Ein new Kochbuch, Frankfurt 1581. Nachdruck (mit einem Nachwort von Manfred Lemmer): Olms, Hildesheim 1976; Reprint ebenda 2002, ISBN 3-487-08112-1.